# Mar de Irminger
El mar de Irminger es una parte del océano Atlántico Norte, localizada entre el mar del Labrador, al oeste; el sureste de la isla de Groenlandia, al noroeste; la parte sur del estrecho de Dinamarca, al norte; y la isla de Islandia, al noreste. 
La corriente de Irminger, una de las componentes de la corriente del Golfo, pasa por este mar. 
El mar de Irmingen es uno de los caladeros habituales de la gallineta nórdica.
Tanto la corriente como el mar deben su nombre en honor del vicealmirante e hidrógrafo danés Carl Ludvig Christian Irminger (1802-88).